# 96 (liczba)
96 (dziewięćdziesiąt sześć) – liczba naturalna następująca po 95 i poprzedzająca 97.

## W matematyce
- 96 jest liczbą niedotykalną[1]
- 96 jest liczbą przylegającą[2]
- 96 jest liczbą praktyczną[3]
- 96 jest liczbą ośmiokątną[4]
- 96 jest największą liczbą całkowitą, która nie może być przedstawiona jako sumą dwóch różnych liczb super pierwszych[5].
- 96 jest palindromem liczbowym, czyli może być czytana w obu kierunkach, w pozycyjnym systemie liczbowym o bazie 11 (88), bazie 15 (66), bazie 23 (44) oraz bazie 31 (33)
- 96 należy do trzynastu trójek pitagorejskich (28, 96, 100), (40, 96, 104), (72, 96, 120), (96, 110, 146), (96, 128, 160), (96, 180, 204), (96, 247, 265), (96, 280, 296), (96, 378, 390), (96, 572, 580), (96, 765, 771), (96, 1150, 1154), (96, 2303, 2305).

## W nauce
- liczba atomowa kiuru (Cm)

## W kalendarzu
96. dniem w roku jest 6 kwietnia (w latach przestępnych jest to 5 kwietnia). Zobacz też co wydarzyło się w roku 196, oraz w roku 96 p.n.e.

## W Biblii
- 96 baranów złożyli w ofierze całopalnej powracający z niewoli babilońskiej (Ezd 8,35[6])[7].
- 96 jabłek granatu było umieszczonych wzdłuż kolumny wykonanej dla Świątyni Jerozolimskiej na zlecenie króla Salomona (Jr 52,23[6])[7].